# Стеркс, Энгельберт
Энгельберт Стеркс (фр. Engelbert Sterckx, нидерл. Engelbert Sterckx; 2 ноября 1792, Офем, Южные Нидерланды — 4 декабря 1867, Мехелен, Бельгия) — бельгийский кардинал. Архиепископ Мехелена и примас Бельгии с 24 февраля 1832 по 20 декабря 1867. Кардинал-священник с 13 сентября 1838, с титулом церкви Сан-Бартоломео-аль-Изола с 17 сентября 1838. Кардинал-протопресвитер с 20 марта 1866 по 4 декабря 1867.